# Anna Maria Moens
Anna Maria Moens (31 de agosto de 1775 - 10 de marzo de 1832) fue una poeta y escritora holandesa.

## Primeros años y educación
Moens fue el segundo hijo de María Margarita Brunius y Hendricus Moens. Su padre era corredor de seguros y murió en 1788. Su madre se volvió a casar en 1790 con un hombre de Hoorn, donde comenzó a escribir, dibujar y tocar música.

## Carrera
En 1795, Moens publicó su primera colección con un escritor llamado Uylenbroek, titulada Reflexiones poéticas sobre la providencia de Dios, la muerte, la tumba, la resurrección y otros temas morales. En 1798 publicó Descripción del carácter religioso y moral de Jesucristo, y en 1800, el material de lectura moral en la escuela. Moens también se convirtió en miembro honorario del Maatschappij tot Nut en este momento.
En 1818, Moens se mudó a Ede y abrió un internado de co-ed, y en el mismo año recibió un certificado de admisión general como maestra, por el cual no había tomado el examen, pero aún así se le otorgó por sus méritos. Se permite a las niñas permanecer en la escuela hasta que se gradúan, y a los niños hasta los doce años. La Comisión Provincial de Educación de Gelderland designó a la escuela como uno de los tres internados de Gelderland adecuados para la formación de profesoras. El plan de estudios se centró principalmente en inculcar diversos valores tradicionales, como el patriotismo y la religiosidad. En sus últimos años, Moens raramente publicó su propio trabajo, pero ocasionalmente tradujo una obra religiosa o escribió un poema en honor a una ocasión especial.
Moens cayó enfermo en 1831 y murió al año siguiente. Después de su muerte, el número de estudiantes en la escuela disminuyó, y en 1838 la sucesora y antigua colega de Moens, Charlotta Leinweber, renunció.

## Monumento funerario
Fue enterrada en la cercana ciudad de Ede. Varios estudiantes recaudaron dinero para un monumento tumba. El monumento es conocido por su inscripción, que originalmente contenía varios errores ortográficos y gramaticales, presuntamente escritos por uno de sus estudiantes y más tarde corregidos mediante la eliminación de caracteres redundantes.